# Eparchia kołpaszewska
Eparchia kołpaszewska – jedna z eparchii Rosyjskiego Kościoła Prawosławnego, z siedzibą w Kołpaszewie. Należy do metropolii tomskiej.
Erygowana 12 marca 2013 postanowieniem Świętego Synodu Rosyjskiego Kościoła Prawosławnego, poprzez wydzielenie z eparchii tomskiej. Obejmuje część obwodu tomskiego.

## Biskupi kołpaszewscy
- Sylwan (Wjurow), 2013-2022[2]
- Filaret (Tichonow), od 2024[3]

## Dekanaty
- Dekanat centralny (22 parafie)
- Dekanat południowy (11 parafii)
- Dekanat północny (2 parafie)[1]

## Monastery
- Monaster Przemienienia Pańskiego w Bolszym Wołoku – męski
- Monaster św. Mikołaja w Mogoczinie – żeński[1]